# E53 (trasa europejska)
E53 – trasa europejska zaliczana do dróg pośrednich północ - południe. Szlak zaczyna się w Pilźnie w południowo-zachodnich Czechach i biegnie w kierunku południowym drogą krajową 27 do granicy z Niemcami w miejscowości Železná Ruda. Dalej E53 biegnie śladem niemieckiej drogi B11 do Deggendorfu skąd za pośrednictwem autostrady A92 dociera do Monachium, gdzie kończy bieg.

## Stary system numeracji
Do 1985 obowiązywał poprzedni system numeracji, według którego oznaczenie E53 dotyczyło trasy: Torino — Asti — Alessandria — Tortona. Arteria E53 była wtedy zaliczana do kategorii „B”, w której znajdowały się trasy europejskie będące odgałęzieniami oraz łącznikami.

### Drogi w ciągu dawnej E53
Lista dróg opracowana na podstawie materiału źródłowego
| Włochy | autostrada A21: Torino – Moncalieri – Asti – Alessandria – Tortona |